# Fönsterputs

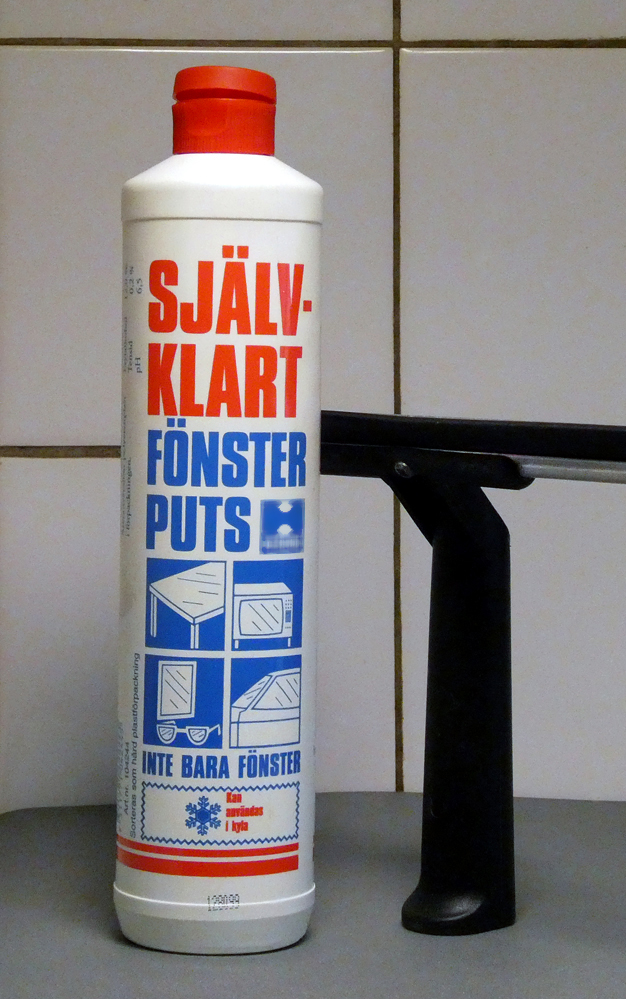
En flaska vanligt fönsterputs och en fönsterskrapa.

Fönsterputs är rengöringsmedel avsett för rengöring av fönster eller speglar. Fönsterputs innehåller anjontensider, denaturerad alkohol och parfym. Den har ett pH-värde på cirka 7, vilket gör den neutral.